# Блиндер, Наум Самойлович
Наум Самойлович Блиндер (1889, Евпатория — 1965, Сан-Франциско) — российско-американский скрипач и музыкальный педагог.

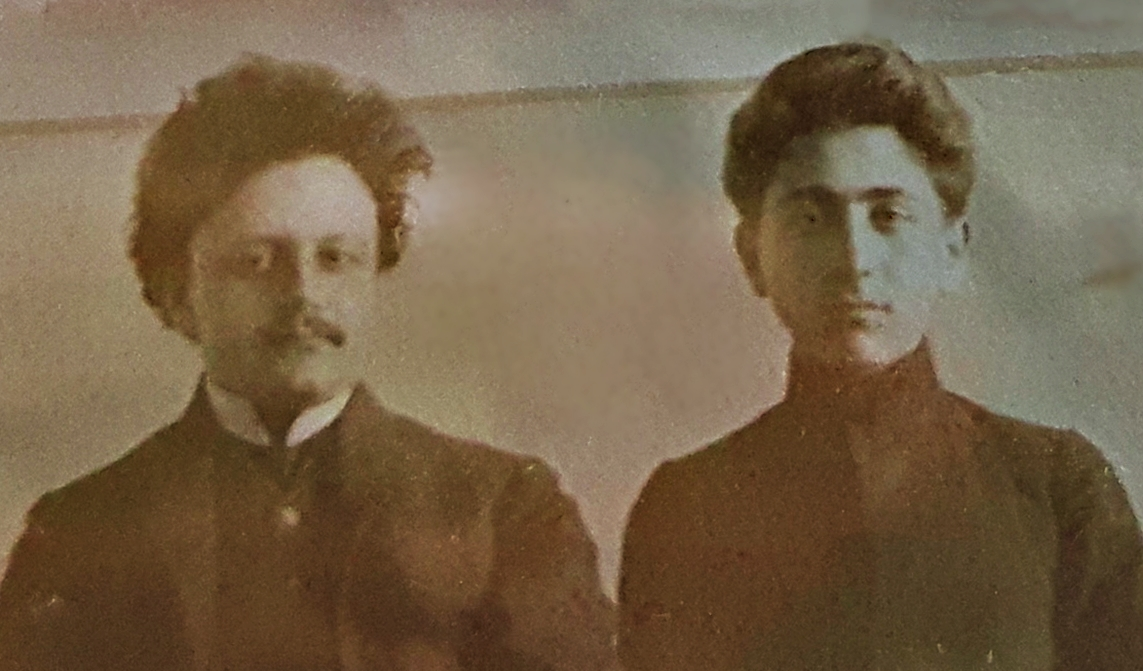
Наум Блиндер (справа), студент Одесского Музыкального Училища ИРМО, со своим учителем Александром Петровичем Фидельманом. Апрель 1906 года. Фото из семейного архива Александра Шайхета.

## Биография
Учился в Одессе у Петра Столярского и Александра Фидельмана, где его услышал Адольф Бродский, пригласивший Блиндера продолжить обучение под его руководством в Королевском Манчестерском колледже музыки. После занятий в Манчестере в 1910—1913 годах Блиндер вернулся в Россию и в 1913—1920 годах преподавал в Одесской, а в 1920—1927 годах в Московской консерватории; в 1920-е годы он также предпринял ряд масштабных зарубежных турне.
В 1928 году после гастролей в Японии Блиндер эмигрировал и первоначально поселился в Нью-Йорке, в 1929—1931 годах преподавал в Джульярдской школе. Затем по приглашению Исая Добровейна он перебрался в Сан-Франциско, где в 1932—1957 годах был концертмейстером Сан-Францисского симфонического оркестра и заведовал кафедрой скрипки в Сан-Францисской консерватории. Наиболее знаменитым его учеником был Айзек Стерн. В 1930—1950-е годы возглавлял также струнный квартет (среди партнёров Блиндера были альтист Ференц Мольнар, виолончелисты Виллем Дехе и Майкл Пенья).

## Семья
Брат — Борис Самойлович Блиндер (1898—1987), виолончелист, ученик Жака ван Лира и Жозефа Сальмона, перебрался в Сан-Франциско вслед за братом и был концертмейстером виолончелей Сан-Францисского симфонического оркестра в 1938—1963 годах.